# Sweet Lui-Louise
Sweet Lui-Louise è un singolo del gruppo musicale canadese Ironhorse, pubblicato nel 1979 come estratto dal primo album in studio Ironhorse.

## Successo commerciale
Il singolo ottenne successo a livello mondiale.